# Нововосточное сельское поселение
Нововосто́чное се́льское поселе́ние — упразднённое муниципальное образование в Тяжинском районе Кемеровской области. Административный центр — посёлок Нововосточный.

## История
Нововосточное сельское поселение образовано 17 декабря 2004 года в соответствии с Законом Кемеровской области № 104-ОЗ.

## Население
| 2010  | 2011  | 2012  | 2013  | 2014  | 2015  | 2016  |
| ----- | ----- | ----- | ----- | ----- | ----- | ----- |
| 1440  | ↘1435 | ↘1406 | ↘1376 | ↘1356 | ↘1328 | ↘1313 |
| 2017  | 2018  | 2019  |       |       |       |       |
| ↘1254 | ↘1206 | ↘1190 |       |       |       |       |

## Состав сельского поселения
| № | Населённый пункт | Тип населённого пункта          | Население |
| - | ---------------- | ------------------------------- | --------- |
| 1 | 3755 км          | железнодорожная будка           | ↘0        |
| 2 | Аверьяновка      | посёлок железнодорожной станции | ↘7        |
| 3 | Борисоглебское   | село                            | 265       |
| 4 | Ключевая         | деревня                         | ↘89       |
| 5 | Нововосточный    | посёлок, административный центр | 455       |
| 6 | Октябрьский      | посёлок                         | 255       |
| 7 | Почаевка         | деревня                         | 104       |
| 8 | Старый Тяжин     | село                            | 262       |

## Экономика
Филиал Кемеровского радиотелепередающего центра в деревне Ключевая.
На территории расположено:576 жилых строений;9 объектов с массовым пребыванием граждан; 6 объектов торговли.